# Étienne de Flacourt

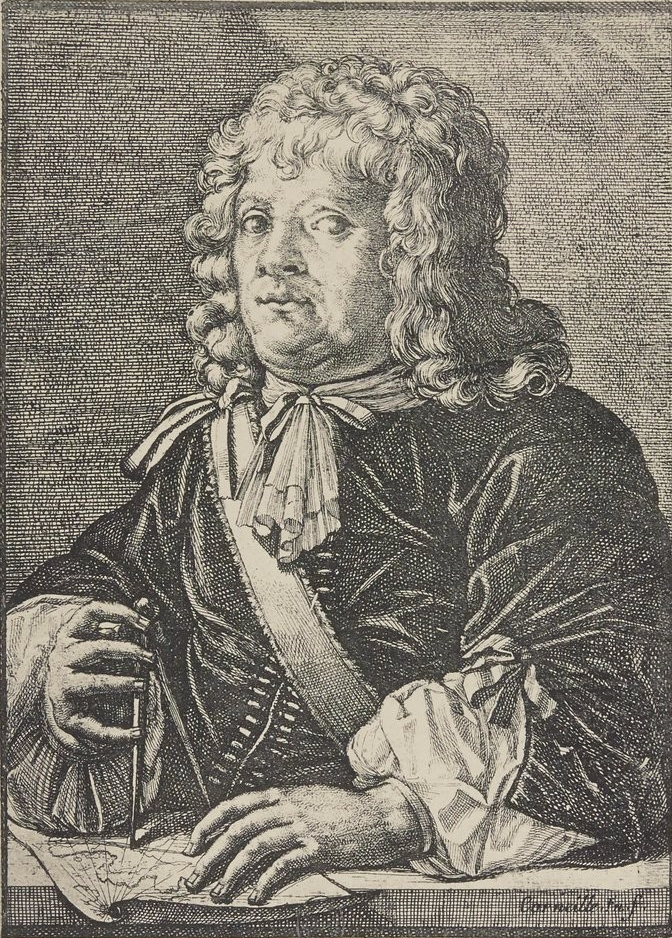

Étienne de Flacourt (ur. 1607 w Orleanie, zm. 10 czerwca 1660 w Lizbonie) – francuski gubernator Madagaskaru.
Został mianowany gubernatorem przez Francuską Kompanię Wschodnioindyjską w roku 1648. Do metropolii powrócił w roku 1655.